# مقاطعة يوشينو
يوشينو (باليابانية: 吉野郡 ) هي مقاطعة تقع في محافظة نارا، اليابان.
في عام 2003م بلغ عدد التعداد السكاني 59،020 نسمة بكثافة سكانية تبلغ 26.14 شخص لكل كيلومتر مربع. تبلغ المساحة الاجمالية 2,257.79 كيلومتر مربع

## القرى
- أويودو
- شيمويشي
- يوشينو
- هيغاشيوشينو
- كاميكتاياما
- كاواكامي
- كوروتاكي
- نوزيغاوا
- شيموكتاياما
- تينكاوا
- توتسوكاوا

## الاندماجات
- في 25 سبتمبر 2005م، اندمجت قرية أوتو و نيشيوشينو لمدينة غوجو